# Sông Công (thành phố)
Sông Công là một thành phố cũ thuộc tỉnh Thái Nguyên, Việt Nam.
Sông Công là thành phố công nghiệp, trung tâm kinh tế, hành chính, văn hóa - xã hội phía Nam của tỉnh Thái Nguyên, là đầu mối giao thông, giao lưu phát triển kinh tế - xã hội quan trọng của vùng Đông Bắc Bộ. Với vị trí chuyển tiếp giữa đồng bằng và trung du, Sông Công có các tuyến giao thông quốc lộ, tỉnh lộ chạy qua nối với thủ đô Hà Nội ở phía Nam và thành phố Thái Nguyên ở phía Bắc, là điều kiện rất thuận lợi để đẩy mạnh giao thương với các vùng kinh tế Bắc thủ đô Hà Nội, phía Nam vùng Trung du miền núi phía Bắc mà trung tâm là thành phố Thái Nguyên và các vùng kinh tế Tam Đảo - Vĩnh Phúc, Bắc Ninh, Bắc Giang. Với lợi thế đặc biệt, Sông Công từ lâu đã được xác định là trung tâm công nghiệp lớn và là đô thị bản lề, trung chuyển kinh tế giữa các vùng trong và ngoài tỉnh Thái Nguyên.
Ngày 1/7/2015, thành phố Sông Công long trọng tổ chức Lễ kỷ niệm 30 năm thành lập thị xã Sông Công, công bố thành lập thành phố Sông Công và đón nhận huân chương Lao động hạng 3 cùng sự có mặt của đông đảo đại biểu đến từ các thành phố, thị xã khu vực miền Bắc.

## Địa lý

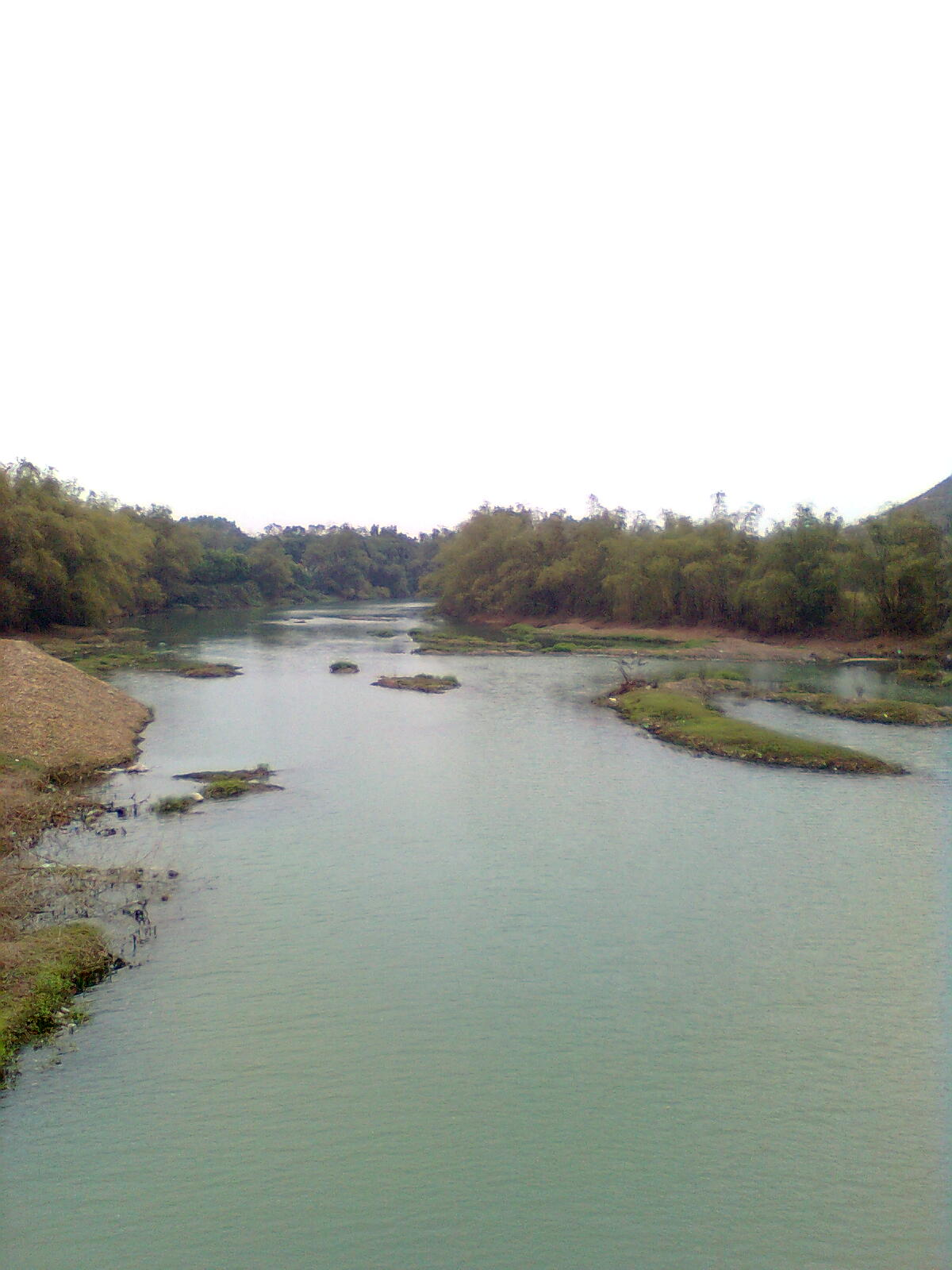
Sông Công nhìn từ cầu treo về phía hạ nguồn

Thành phố Sông Công nằm ở trung tâm tỉnh Thái Nguyên, có vị trí địa lý:
- Phía đông giáp huyện Phú Bình
- Phía tây và phía nam giáp thành phố Phổ Yên
- Phía bắc giáp thành phố Thái Nguyên.

Thành phố có vị trí khá thuận lợi: Cách trung tâm thủ đô Hà Nội 65 km về phía bắc, cách thành phố Thái Nguyên 15 km về phía nam, cách sân bay quốc tế Nội Bài 45 km, cách hồ Núi Cốc 17 km.
Đây cũng là địa phương có tuyến đường cao tốc Hà Nội – Thái Nguyên đi qua.

### Dân cư
Thành phố Sông Công có diện tích 98,37 km², dân số tính đến ngày 1/4/2019 là 69.382 người, mật độ dân số đạt 705 người/km². Trong đó: dân số thành thị là 48.007 người (69,2%) và dân số nông thôn là 21.375 người (30,8%). Dân tộc chủ yếu là người Kinh, tập trung ở các đô thị và nhà máy, xí nghiệp.
Thành phố Sông Công có diện tích 98,37 km², dân số năm 2022 là 128.357 người, mật độ dân số đạt 1.319 người/km².

### Địa hình
Địa hình tương đối bằng phẳng, mang đặc điểm của miền trung du, nền dốc dần từ Bắc xuống Nam và từ Đông sang Tây, có nhiều ngọn cao vài trăm mét. Nơi cao nhất trong khu vực nội thành là ngọn núi Tảo (54 m), cao độ nền trung bình thường ở mức 15 – 17 m. Thành phố Sông Công được dòng sông Công chia làm 2 khu vực phía Đông và phía Tây tạo 2 nhóm cảnh quan chính: Khu vực phía Đông có địa hình đồng bằng, xen lẫn gò đồi nhỏ và thấp, có độ cao trung bình từ 25 – 30 m, phân bố dọc theo thung lũng sông thuộc các xã Bá Xuyên, xã Tân Quang và các phường Châu Sơn, Thắng Lợi, Cải Đan, Phố Cò, Bách Quang: - Khu vực phía Tây có địa hình chủ yếu là gò đồi và núi thấp với độ cao 80 – 100 m; một số đồi cao khoảng 150 m và núi thấp trên 300 m, phân bố dọc theo ranh giới phía Tây thành phố trên địa phận xã Bình Sơn và phường Châu Sơn.

### Khí hậu
Thành phố Sông Công thuộc vùng trung du Bắc Bộ. 
- Nhiệt độ không khí trung bình 23 °C, nhiệt độ tháng cao nhất là 28 °C, nhiệt độ tháng thấp nhất là 16,1 °C, nhiệt độ cao tuyệt đối là 39,4 °C và nhiệt độ thấp tuyệt đối là 3 °C
- Độ ẩm trung bình năm (%): 82%, độ ẩm trung bình tháng cao nhất là 86%, độ ẩm trung bình tháng thấp nhất là 78%, độ ẩm thấp tuyệt đối là 16%.
- Lượng mưa trung bình hàng năm là 2168 mm, số ngày mưa hàng năm là 142 ngày, lượng mưa tháng lớn nhất là 443 mm, lượng mưa tháng nhỏ nhất 22 mm, số ngày mưa trên 50 mm là 12 ngày, số ngày mưa trên 100 mm là 2-3 ngày, lượng mưa ngày lớn nhất là 353 mm, lượng mưa tháng lớn nhất là 1103 mm, lượng mưa tăng dần từ đầu mùa đến cuối mùa và đạt tới mức lớn nhất vào tháng 8.

### Thủy văn

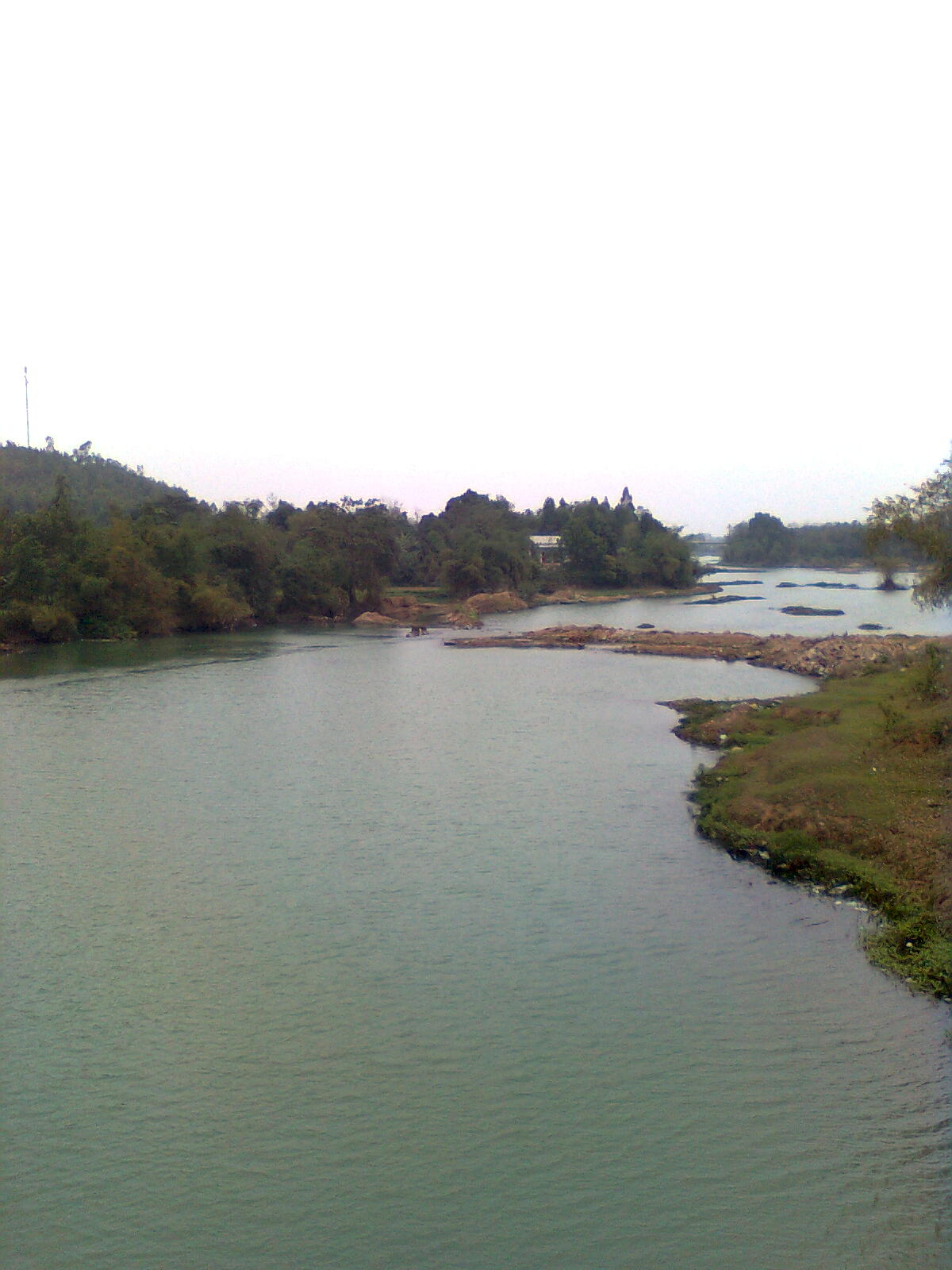
Sông Công nhìn từ trên cầu treo

Sông Công bắt nguồn từ vùng Đèo Khế, tỉnh Thái Nguyên, chảy theo hướng Tây Bắc-Đông Nam. Sau khi ra khỏi hồ Núi Cốc ở phía Tây thành phố Thái Nguyên, nó chia thành hai nhánh. Nhánh chính chảy qua trung tâm thành phố Sông Công, qua thành phố Phổ Yên để hội lưu với sông Cầu từ bên phải tại ranh giới ba xã, phường Thuận Thành (thành phố Phổ Yên), Trung Giã (huyện Sóc Sơn, Hà Nội) và Hợp Thịnh (huyện Hiệp Hòa tỉnh Bắc Giang). Nhánh phụ nhỏ hơn chảy qua phía Bắc thành phố Sông Công, huyện Phú Bình rồi chảy vào thành phố Phổ Yên để nối với sông Cầu tại ranh giới ba xã, phường Tân Phú, Thuận Thành (thành phố Phổ Yên), Đại Thành (huyện Hiệp Hòa).
Sông này dài 96 km. Diện tích lưu vực 951 km², cao trung bình 224 m, độ dốc trung bình 27,3%, mật độ sông suối 1,20 km/km². Tổng lượng nước 0,794 km³ ứng với lưu lượng trung bình năm 25 m³/s, môđun dòng chảy năm 26 l/s.km². Mùa lũ từ tháng 6 đến tháng 10, chiếm 74,7% lượng nước cả năm; tháng 8 có lượng dòng chảy lớn nhất chiếm 19,30% lượng nước cả năm; tháng cạn kiệt nhất chiếm 1,8% lượng nước cả năm.

### Địa chất
- Vùng Gò Đầm có nền đất tốt, cường độ chịu lực R = 2 – 2,5 kg/cm².
- Vùng ven sông địa hình lòng chảo có cường độ chịu lực thấp hơn R = 1 – 1,5 kg/cm².
- Mực nước ngầm thường xuất hiện ở độ sâu từ 4–5m.

## Hành chính
Thành phố Sông Công có 10 đơn vị hành chính cấp xã trực thuộc, bao gồm 7 phường: Bách Quang, Cải Đan, Châu Sơn, Lương Sơn, Mỏ Chè, Phố Cò, Thắng Lợi và 3 xã: Bá Xuyên, Bình Sơn, Tân Quang.
| \| Phường (7) \| \| \| \| \| Bách Quang \| 8,59 \| 6.725 \| 782 \| \| Cải Đan \| 5,09 \| 5.747 \| 1.129 \| \| Châu Sơn \| 10,90 \| 5.884 \| 539 \| \| Lương Sơn \| 16,03 \| 13.631 \| 850 \| \| Mỏ Chè \| 1,62 \| 7.336 \| 4.528 \| \| Phố Cò \| 4,64 \| 6.467 \| 1.393 \| \| Thắng Lợi \| 4,25 \| 8.203 \| 1.930 \| \| Xã (3) \| \| \| \| \| Bá Xuyên \| 8,61 \| 5.111 \| 593 \| \| Bình Sơn \| 27,18 \| 9.161 \| 337 \| \| Tân Quang \| 10,40 \| 5.290 \| 508 \| \| Toàn thành phố \| 97,31 \| 73.555 \| 755 \| |                          |                         |                    |
| Tờ trình số 22/TTr-UBND về việc thông qua Đề án đề nghị công nhận thành phố Sông Công, tỉnh Thái Nguyên là đô thị loại II |                          |                         |                    |
| Tên | Diện tích năm 2022 (km²) | Dân số năm 2022 (người) | Mật độ (người/km²) |
| Phường (7) |                          |                         |                    |
| Bách Quang | 8,59                     | 6.725                   | 782                |
| Cải Đan | 5,09                     | 5.747                   | 1.129              |
| Châu Sơn | 10,90                    | 5.884                   | 539                |
| Lương Sơn | 16,03                    | 13.631                  | 850                |
| Mỏ Chè | 1,62                     | 7.336                   | 4.528              |
| Phố Cò | 4,64                     | 6.467                   | 1.393              |
| Thắng Lợi | 4,25                     | 8.203                   | 1.930              |
| Xã (3) |                          |                         |                    |
| Bá Xuyên | 8,61                     | 5.111                   | 593                |
| Bình Sơn | 27,18                    | 9.161                   | 337                |
| Tân Quang | 10,40                    | 5.290                   | 508                |
| Toàn thành phố | 97,31                    | 73.555                  | 755                |

## Lịch sử
Nhân dân thành phố Sông Công luôn tự hào với truyền thống lịch sử vẻ vang của mình. Trong các cuộc kháng chiến chống sự xâm lược của phong kiến phương Bắc trước đây đều có sự tham gia tích cực của nhân dân thành phố Sông Công. Khi thực dân Pháp xâm lược nước ta nhân dân thành phố đã tích cực hưởng ứng cuộc khởi nghĩa nông dân Yên Thế năm 1886 và khởi nghĩa Thái Nguyên năm 1917.
Nhà tù Căng Bá Vân được xây dựng khoảng năm 1941 nằm ở trung tâm xã Bình Sơn. Từ đầu năm 1942, thực dân Pháp đưa gần 200 tù chính trị, phần lớn là các chiến sĩ cộng sản từ Bắc Mê và nhà tù Sơn La về giam giữ tại Bá Vân. Hiện tại có nhà bia di tích Căng Bá Vân - Bình Sơn.
Ngày 11 tháng 4 năm 1985, Hội đồng Bộ trưởng ban hành Quyết định số 113-HĐBT về việc thành lập thị xã Sông Công thuộc tỉnh Bắc Thái. Theo đó, tách thị trấn Mỏ Chè và 3 xã: Cải Đan, Tân Quang và Bá Xuyên thuộc huyện Phổ Yên để thành lập thị xã Sông Công.
Sau khi thành lập, thị xã Sông Công có 6 đơn vị hành chính trực thuộc, gồm 3 phường: Lương Châu, Mỏ Chè, Thắng Lợi và 3 xã: Bá Xuyên, Cải Đan, Tân Quang, khi đó thuộc tỉnh Bắc Thái.
Ngày 6 tháng 11 năm 1996, tỉnh Thái Nguyên được tái lập từ tỉnh Bắc Thái cũ, thị xã Sông Công trực thuộc tỉnh Thái Nguyên.
Ngày 10 tháng 4 năm 1999, Chính phủ ban hành Nghị định số 18/1999/NĐ-CP về việc điều chỉnh địa giới hành chính và thành lập các xã, phường thuộc các huyện Đại Từ, Phổ Yên và thị xã Sông Công, tỉnh Thái Nguyên. Theo đó:
- Thành lập phường Phố Cò trên cơ sở 465 ha diện tích tự nhiên và 4.898 nhân khẩu của xã Cải Đan.
- Thành lập xã Vinh Sơn trên cơ sở 410 ha diện tích tự nhiên, 904 nhân khẩu của xã Bá Xuyên; và 382 ha diện tích tự nhiên, 1.119 nhân khẩu của xã Cải Đan.
- Thành lập phường Cải Đan trên cơ sở 533 ha diện tích tự nhiên và 4.336 nhân khẩu còn lại của xã Cải Đan.
- Chuyển xã Bình Sơn thuộc huyện Phổ Yên về thị xã Sông Công quản lý.

Đến thời điểm này, thị xã Sông Công có 5 phường và 4 xã trực thuộc.
Ngày 18 tháng 10 năm 2010, Bộ Xây dựng ban hành Quyết định số 925/QĐ-BXD công nhận thị xã Sông Công là đô thị loại III.
Ngày 13 tháng 1 năm 2011, thành lập phường Bách Quang trên cơ sở điều chỉnh 852,5 ha diện tích tự nhiên và 9.260 nhân khẩu của xã Tân Quang.
Cuối năm 2014, thị xã Sông Công bao gồm 6 phường: Bách Quang, Cải Đan, Lương Châu, Mỏ Chè, Phố Cò, Thắng Lợi và 4 xã: Bá Xuyên, Bình Sơn, Tân Quang, Vinh Sơn.
Ngày 15 tháng 5 năm 2015, Ủy ban Thường vụ Quốc hội ban hành Nghị quyết số 932/NQ-UBTVQH13. Theo đó:
- Chuyển toàn bộ 1.560,80 ha diện tích tự nhiên và 23.865 nhân khẩu của xã Lương Sơn, thành phố Thái Nguyên về thị xã Sông Công quản lý.
- Thành lập phường Lương Sơn trên cơ sở toàn bộ 1.560,80 ha diện tích tự nhiên và 23.865 nhân khẩu của xã Lương Sơn.
- Thành lập thành phố Sông Công trên cơ sở toàn bộ 9.837,07 ha diện tích tự nhiên và 109.409 nhân khẩu của thị xã Sông Công.

Ngày 21 tháng 11 năm 2019, Ủy ban Thường vụ Quốc hội ban hành Nghị quyết số 814/NQ-UBTVQH14 về việc sắp xếp các đơn vị hành chính cấp xã thuộc tỉnh Thái Nguyên (nghị quyết có hiệu lực từ ngày 1 tháng 1 năm 2020). Theo đó, sáp nhập phường Lương Châu và xã Vinh Sơn thành phường Châu Sơn.
Thành phố Sông Công có 7 phường và 3 xã như hiện nay.
Ngày 17 tháng 4 năm 2024, Thủ tướng Chính phủ ban hành Quyết định số 319/QĐ-TTg về việc công nhận thành phố Sông Công là đô thị loại II trực thuộc tỉnh Thái Nguyên.

## Kinh tế - xã hội
Khu công nghiệp Sông Công I thuộc thành phố Sông Công, tỉnh Thái Nguyên. Khu công nghiệp Sông Công là một trong những công trình trọng điểm. Dự án khả thi xây dựng và kinh doanh kết cấu hạ tầng khu công nghiệp Sông Công được Thủ tướng Chính phủ phê duyệt số 181 ngày 01/9/1999. Diện tích theo quy hoạch tổng thể là 320 ha, diện tích giai đoạn I là 70 ha và còn nhiều thứ khác nữa.
Năm 2011, thành phố Sông Công đạt được những thành tựu kinh tế sau: Tổng giá trị sản xuất (tính theo giá hiện hành) ước đạt gần 5,9 nghìn tỷ đồng, bằng 102,1% kế hoạch, tăng 23,5% so với cùng kỳ năm 2010; giá trị kim ngạch xuất khẩu hàng hóa trên địa bàn ước đạt trên 660 tỷ đồng (33,2 triệu USD), bằng 184% kế hoạch, tăng 202% so với cùng kỳ năm 2010; thu nhập bình quân đầu người ước đạt 24,6 triệu đồng/người/năm, tăng 4,6 triệu đồng/người/năm so với cùng kỳ năm 2010; thu ngân sách thành phố ước đạt trên 115 tỷ đồng, bằng 169,2% kế hoạch tỉnh giao,bằng 152% kế hoạch thành phố, tăng 43% so với cùng kỳ năm 2010; sản lượng lương thực cây có hạt ước đạt trên 17 nghìn tấn, bằng 101% kế hoạch tỉnh giao, 104% kế hoạch thành phố, tăng 0,94% so với cùng kỳ 2010; tỷ lệ hộ nghèo còn 7,21%, giảm 3,08% so với kế hoạch (tính theo tiêu chí mới).

### Giáo dục
Sông Công là một trung tâm giáo dục của tỉnh Thái Nguyên sau TP. Thái Nguyên. Tại đây có các trường: Trường Cao đẳng Công nghiệp Việt Đức, Cao đẳng Công nghệ và Kinh tế công nghiệp (Cơ sở 2), Cao đẳng Cơ khí luyện kim,... Trên địa bàn mỗi phường, xã thuộc thành phố đều có một trường tiểu học. Trên địa bàn thành phố có một số trường cấp hai như: THCS Nguyễn Du, THCS Thắng Lợi, THCS Bình Sơn, THCS Bá Xuyên,... Trên địa bàn thành phố chỉ có 2 trường THPT: THPT Sông Công, THPT dân lập Lương Thế Vinh và Trường văn hóa Bộ Công An.

### Quy hoạch
Thành phố Sông Công được quy hoạch là một đô thị công nghiệp theo hướng hiện đại. Hiện tại, trên địa bàn thành phố đã và đang thu hút nhiều dự án đầu tư về đô thị như: Khu đô thị Kosy 40 ha, khu dân cư đường Thống Nhất 20 ha, khu đô thị 2 đầu cầu cứng Sông Công, khu đô thị Vạn Phúc, khu đô thị Hồng Vũ,... sẽ góp phần tăng tỉ lệ đô thị hóa trên địa bàn thành phố.

## Văn hóa
Trên địa bàn thành phố có một số ngôi chùa:
- Chùa Tân Quang: Hội chùa vào ngày 10 tháng 1 hằng năm.
- Chùa Cải Đan: Hàng năm chùa có hội vào ngày 3–11/1 (âm lịch).
- Chùa Thượng tại phường Thắng Lợi: Hội chùa vào ngày 12 tháng 1 (âm lịch).
- Chùa Phố Cò hay là đền Phố Cò: Mở hội vào ngày 10 tháng 10 (âm lịch).
- Chùa Thuần Lương tại phường Lương Sơn.
- Chùa Trung tại phường Thắng Lợi.

## Du lịch
- Hồ Núc Nác thuộc phường Châu Sơn.
- Hồ Ghềnh Chè thuộc xã Bình Sơn.
- Nhà tù Căng Bá Vân thuộc xã Bình Sơn.
- Trại ngựa thuộc xã Bình Sơn.

## Giao thông
Các tuyến đường, phố chính:
- Đường Cách mạng Tháng 10
- Đường Thắng Lợi
- Đường 3/2
- Đường 30/4
- Đường Lương Sơn
- Đường Cách mạng Tháng Tám
- Đường Thống Nhất
- Đường Trần Phú
- Đường Trần Hưng Đạo
- Đường Lê Hồng Phong
- Đường Nguyễn Văn Cừ
- Đường Vũ Xuân
- Đường Lý Thường Kiệt
- Phố An Châu
- Phố Tôn Thất Tùng
- Phố Ngô Sĩ Liên
- Phố Kim Đồng
- Phố Nguyễn Lương Bằng
- Phố Nguyễn Khuyến.